# Ludność Pruszkowa
Ludność Pruszkowa
- 1939 – 28 000
- 1946 – 25 096 (spis powszechny)
- 1950 – 27 583 (spis powszechny)
- 1955 – 34 411
- 1960 – 38 016 (spis powszechny)
- 1961 – 37 000
- 1962 – 37 200
- 1963 – 37 700
- 1964 – 38 600
- 1965 – 39 185
- 1966 – 39 200
- 1967 – 43 000
- 1968 – 43 300
- 1969 – 43 500
- 1970 – 43 366 (spis powszechny)
- 1971 – 43 503
- 1972 – 44 500
- 1973 – 45 400
- 1974 – 46 371
- 1975 – 47 217
- 1976 – 47 800
- 1977 – 47 900
- 1978 – 48 500 (spis powszechny)
- 1979 – 49 000
- 1980 – 49 343
- 1981 – 50 293
- 1982 – 50 862
- 1983 – 52 076
- 1984 – 52 641
- 1985 – 52 902
- 1986 – 53 202
- 1987 – 53 711
- 1988 – 52 578 (spis powszechny)
- 1989 – 52 908
- 1990 – 53 652
- 1991 – 53 242
- 1992 – 52 944
- 1993 – 53 503
- 1994 – 53 031
- 1995 – 52 942
- 1996 – 53 054
- 1997 – 53 314
- 1998 – 53 336
- 1999 – 53 295
- 2000 – 53 427
- 2001 – 53 605
- 2002 – 54 615 (spis powszechny)
- 2003 – 54 727
- 2004 – 54 968
- 2005 – 55 244
- 2006 – 55 371
- 2007 - 55 621
- 2008 - 55 971
- 2009 - 56 515
- 2010 - 56 929
- 2011 - 58 494 (spis powszechny)
- 2012 - 59 025
- 2016 - 60 866
- 2017 - 61 237

## Powierzchnia Pruszkowa
- 1995 – 19,15 km²
- 2006 – 19,19 km²